# Paragraf (lingvistică)
Într-un sens general, paragraful este un pasaj dintr-un text scris despărțit de restul textului prin procedee grafice. Din punct de vedere stilistic, este un fragment unitar prin faptul că cuprinde o anumită idee.
Paragraful a intrat în sfera de interes a lingvisticii, devenind un obiect de studiu al analizei discursului, noțiunile de text și de discurs fiind privite, cel puțin de unii lingviști, ca sinonime ce se referă la un produs care poate fi atât scris, cât și oral.

## Caracteristicile paragrafului
Textul sau discursul fiind construit pe o microstructură, o mezostructură și o macrostructură, paragraful este o parte coerentă a sa, ce ia naștere la nivel mezostructural. Are următoarele caracteristici:
- Este o unitate semantică și funcțională.
- Unitatea sa este asigurată de o temă[4] sau de o structură semantică de prim-plan.
- În structura sa internă există adesea un punct culminant ca unitate centrală. Punctul culminant denumește tema paragrafului.
- În măsura în care există, punctul culminant ce denumește tema se află la începutul sau la sfârșitul paragrafului.

Structura internă a paragrafului, crearea limitelor sale sunt influențate, pe lângă propria sa structură semantică, de tipul de text, de temă, de situația de comunicare, de motivația emițătorului textului.

## Coeziunea paragrafului
De obicei, paragraful se compune din mai multe propoziții independete, și/sau din fraze. Acestea sunt conectate între ele prin procedee specifice care îi asigură coeziunea.

### La nivel microstructural
Unul din tipurile de relații la acest nivel se realizează cu ajutorul unor elemente lingvistice precum:
- elemente anaforice, care se referă la ceva dintr-o propoziție de dinaintea celei în care se află, de exemplu:
  - pronume, verbe, adverbe: en  He did that there „El a făcut asta acolo”, fiecare cuvânt reluând elementele dintr-o propoziție precedentă care poate fi John painted this picture in Bermuda „John a pictat tabloul acesta în Bermuda”[5];
  - articolul hotărât: hu  Tegnap hárman kértek szállást a fogadóban. A vendégek két napig maradtak „Ieri au fost trei care au cerut cazare la han. Clienții au stat două zile”[6];
  - sufixe: hu  Péter bejött a szobába. Leült, és olvasni kezdte az újságot. Mari is eljött. A barátja azonban otthon maradt „Péter a intrat în cameră. S-a așezat și a început să citească ziarul. A veni și Mari, însă prietenul lui a rămas acasă” (Desinența ø (zero) a verbului leült se referă la subiectul propoziției anterioare, Péter, iar sufixul personal posesiv -ja, corespunzător adjectivului posesiv în limba română, se referă la același cuvânt.)[6];
  - un element repetat, sau reluat printr-un sinonim: A szomszédék a bejárat elé állították kocsijukat. A kocsi/jármű még egy hét múlva is ott volt „Vecinii și-au parcat mașina înaintea intrării. Mașina/Vehiculul era acolo și după o săptămână”[6];
- elemete cataforice, care anticipă ceva dintr-o propoziție de după cea în care se află: en  I said this/the following: … „Am spus asta/următorul lucru: …”, Here is the 9 o’clock news „Iată știrile de la ora 9”[7], hu  Ezt kóstold meg! Ilyen jó halászlét még nem ettél „Asta s-o guști. Așa bună ciorbă pescărească n-ai mai mâncat”[6].

Alt tip de relații microstructurale este cel dintre conținutul paragrafului și situația de comunicare (contextul situațional), care este exterioară discursului. Se realizează prin elemente lingvistice numite deictice, referitoare la persoane (cea a vorbitorului, a receptorului/receptorilor mesajului, o terță persoană/terțe persoane), loc, timp, modalitatea acțiunilor, o calitate. Acestea pot fi pronume (personale și demonstrative), adverbe (de loc și de timp), forme temporale ale verbului. În en  I am hungry „Mi-e foame”, de exemplu, pronumele personal indică faptul că este vorba de cel care vorbește, în It’s muggy here „E zăpușeală aici”, adverbul indică faptul că vorbitorul vorbește despre locul unde se află, în There’s a full moon today „E lună plină astăzi”, adverbul indică faptul că constatarea se referă la ziua în care vorbește vorbitorul. De cele mai multe ori, pronumele deictice sunt în același timp și anaforice sau cataforice. În discursul oral, un element deictic poate fi și non-verbal, adică un gest.

### La nivel mezostructural
Un tip de conexiune la acest nivel este realizată de repetarea unui membru al structurii temă-remă a propoziției. Exemple:
- sr /hr  Slavko vidi Olgu. Olgu vidimo i mi. Tema[10] primei propoziții este „Slavko” (informație deja cunoscută de receptor), iar rema ei – „vidi Olgu” (informație nouă pentru receptor). Partea principală a remei primei propoziții („Olgu”) devine tema celei de-a doua[11].
- hu  Holnap az idő vagy esős lesz vagy napsütéses. Ha esik, itthon maradunk. Ha süt a nap, elmegyünk kirándulni „Mâine vremea va fi ori ploioasă, ori însorită. Dacă plouă, rămânem acasă. Dacă e soare, mergem în excursie”. În prima propoziție, rema are două părți importante, „ploioasă” și „însorită”. Prima devine tema celei de-a doua fraze, iar a doua – tema celei de-a treia[12].

Interconectându-se în diverse moduri, temele și remele realizează o progresie tematică.
Alt tip de relație mezostructurală între propoziții independente și/sau între fraze învecinate este cea de coordonare, analogă cu cea care poate exista între propozițiile unei fraze, cu aceleași tipuri. Coordonarea copulativă se poate realiza prin simpla alăturare a unor propoziții/fraze, când se exprimă o succesiune de evenimente: Péter bejött a szobába. Leült, és olvasni kezdte az újságot „Péter a intrat în cameră. S-a așezat și a început să citească ziarul”.
Coordonarea se mai realizează și prin cuvinte sau grupuri de cuvinte numite de unii autori „marcatori de relație” (fr  marqueurs de relation). Aceștia fac parte dintr-o clasă mai mare, cea a conectorilor, ce cuprinde de altfel și conjuncțiile, care funcționează în interiorul propozițiilor și frazelor, precum și alte cuvinte care introduc propoziții în cadrul frazelor. Tipuri de coordonare realizată prin marcatori de relație sunt:
- coordonare adversativă: fr  Michel est d’accord avec le projet. Par contre, il refuse de travailler avec cette équipe „Michel este de acord cu proiectul. În schimb refuză să lucreze cu această echipă”[14];
- coordonare disjunctivă: Tout le monde a une métaphysique. Patente, latente. Je l’ai assez dit. Ou alors on n’existe pas „Toți avem o metafizică. Patentă, latentă. Am spus-o de destule ori. Sau dacă nu, nu existăm” (Charles Péguy)[15];
- coordonare conclusivă: en  There has been no rainfall for some time. The ground is therefore very dry „N-a mai plouat de ceva vreme. De aceea pământul e foarte uscat”[16];
- coordonare explicativă: hu  Tavasszal alaposan fel kell újítani a töltéseket. Az őszi árvizek ugyanis megrongálták a gátakat a folyó igen hosszú szakaszán „Primăvara trebuie refăcute temeinic digurile, pentru că inundațiile din toamnă au deteriorat digurile pe un segment foarte lung al râului”[17][18].

Și alte relații sunt exprimate de marcatori de relație fr :
- adăugare: Internet est une source inépuisable d’informations. De plus, c’est un remarquable outil de communication „Internetul este o sursă inepuizabilă de informații. În plus, este un instrument de comunicare remarcabil”;
- enumerare: Internet est une source d’informations facilement accessible. Premièrement, de plus en plus de gens sont « branchés » au bureau ou à la maison. Deuxièmement, ces dernières années, une multitude de cafés Internet ont vu le jour, partout dans le monde „Internetul este o sursă de informații ușor accesibilă. În primul rând, din ce în ce mai mulți oameni sunt conectați la birou sau acasă. În al doilea rând, în ultimii ani au văzut lumina zilei o mulțime de cafenele Internet, în toată lumea”;
- concesie: La Toile est un outil de communication d’une rare efficacité. Bien sûr, il arrive parfois que le réseau soit débordé […] „Web-ul este un instrument de comunicare de o rară eficacitate. Desigur, se întâmplă uneori ca rețeaua să fie supraîncărcată […]”;
- explicație: Internet est un instrument de recherches remarquable. En effet, en quelques minutes seulement, l’utilisateur du Net peut accéder […] „Internetul este un instrument de căutare remarcabil. Într-adevăr, numai în câteva minute, utilizatorul Netului poate accesa […]”;
- ilustrare: L’autoroute électronique comporte tout de même certains désavantages. Ainsi, la publicité inonde […] les internautes „Autostrada electronică are totuși unele dezavantaje. Astfel, publicitatea îi inundă […] pe internauți”;
- sinteză: Bien qu’Internet soit perfectible et que la qualité des informations qu’on y retrouve laisse parfois à désirer, de plus en plus de gens […] en découvrent les multiples possibilités. En somme, l’inforoute demeure un merveilleux outil d’information et de communication „Deși Internetul este perfectibil, iar calitatea informațiilor care se găsesc pe acesta lasă uneori de dorit, din ce în ce mai mulți oameni […] îi descoperă multiplele posibilități. Pe scurt, infostrada rămâne un minunat instrument de informare și comunicare”;
- situare în timp: En 2001, 46 % des Québécois naviguaient dans Internet mensuellement. On peut maintenant présumer que la moitié des Québécois visitent la Toile fréquemment „În 2001, 46% dintre locuitorii Québec-ului navigau lunar pe Internet. Acum se poate presupune că jumătate din locuitorii Québec-ului vizitează frecvent Web-ul”.

## Paragraful în relație cu paragrafele învecinate
Paragraful se izolează numai parțial de cele învecinate. Între ele se fac treceri cu ajutorul unor entități dintr-o subclasă a conectorilor logici numită „organizatori textuali” (fr  organisateurs textuels), care marchează totodată ordinea și progresia ideilor, realizându-se astfel coerența textului la nivel macrostructural. Marcatorii de relație pot fi și organizatori textuali, mai ales în texte argumentative. De obicei, organizatorii textuali se situează la început de paragraf. Dacă un paragraf prezintă un prim argument începând cu fr  D’abord,… „Mai întâi,…” sau Premièrement,… „În primul rând,…”, următorul, care avansează un al doilea argument, începe cu Ensuite,… „Apoi,…” sau Deuxièmement,… „În al doilea rând,…”. Următorul paragraf prezintă eventual o concesie, începând cu Bien sûr,… „Desigur,…”, pe care o poate respinge în cadrul aceluiași paragraf, începând o frază cu Mais… „Dar…” sau Cependant,… „Totuși,…”. Ultimul paragraf este conclusiv, putând începe cu En somme,… „Pe scurt,…” sau En conclusion,… „În concluzie,…”.
Tipologia organizatorilor textuali este parțial aceeași ca și a marcatorilor de relație. Există organizatori textuali de timp (ensuite „apoi”, au cours du XXe siècle „în cursul secolului al XX-lea”), de spațiu și loc (à côté „alături”, au bord de la rivière „pe malul râului”), de enumerare, ordine sau succesiune (pour commencer, „pentru început”, enfin „în fine”), de explicare sau justificare (autrement dit „altfel spus”, pour cette raison „din acest motiv”), de ierarhizare (surtout „mai ales”, par-dessus tout „înainte de toate”), de opoziție și de concesie (au contraire „dimpotrivă”, certes „desigur”), de concluzie (en somme „pe scurt”, en conclusion „în concluzie”).